# Gargara parvula
Gargara parvula är en insektsart som beskrevs av Lindberg 1927. Gargara parvula ingår i släktet Gargara och familjen hornstritar. Utöver nominatformen finns också underarten G. p. yunnanensis.